# Parafia Matki Bożej Fatimskiej i św. Pankracego w Chicago
Parafia św. Matki Bożej Fatimskiej i św. Pankracego w Chicago (ang. Our Lady of Fatima and St. Pancratius's Parish) – parafia rzymskokatolicka położona w Chicago w stanie Illinois w Stanach Zjednoczonych.
Jest ona wieloetniczną parafią w południowo-zachodniej dzielnicy Chicago, Brighton Park, z mszą św. w j. polskim dla polskich imigrantów.
Parafia została poświęcona Matce Bożej Fatimskiej i św. Pankracemu.

## Szkoły
- Pope John Paul II School